# لئونید خلیبوف
لئونید خلیبوف (اوکراینی: Леонід Іванович Глібов؛ ۵ مارس ۱۸۲۷ – ۱۰ نوامبر ۱۸۹۳) شاعر، و نویسنده اهل امپراتوری روسیه بود.